# ATP Challenger Pamplona
Der ATP Challenger Pamplona (offiziell: Open de Tenis Amaya) war ein Tennisturnier, das 2005 einmal in Pamplona, Spanien, stattfand. Es gehörte zur ATP Challenger Tour und wurde im Freien auf Hartplatz gespielt.

## Liste der Sieger

### Einzel
| Jahr | Sieger           | Finalgegner | Ergebnis |
| ---- | ---------------- | ----------- | -------- |
| 2005 | Nicolas Devilder | David Guez  | 6:2, 6:1 |

### Doppel
| Jahr | Sieger                           | Finalgegner                   | Ergebnis      |
| ---- | -------------------------------- | ----------------------------- | ------------- |
| 2005 | Aisam-ul-Haq Qureshi Lovro Zovko | James Auckland Daniel Kiernan | 2:6, 6:3, 6:4 |